# Aeropuerto de Bathurst (Nuevo Brunswick)
El Aeropuerto de Bathurst (del inglés: Bathurst Airport) (IATA: ZBF, OACI: CZBF) se encuentra a 3 millas náuticas (5.6 km; 3.5 millas) al oesnoroeste de Bathurst en South Tetagouche, Nuevo Brunswick, Canadá. Está catalogado como aeropuerto de entrada y puede aceptar aviones de aviación general con hasta 15 ocupantes.
En junio de 2020, Air Canada, la única aerolínea que opera vuelos regulares de pasajeros desde el aeropuerto, suspendió indefinidamente todas las operaciones en el aeropuerto de Bathurst debido al impacto financiero de la pandemia de COVID-19 en Canadá. El servicio tres veces por semana a Montreal se reanudó el 1 de junio de 2021, sin embargo, la disminución del servicio provocó que el aeropuerto de Bathurst operara con déficit durante varios años.

## Aerolíneas y destinos
| Aerolíneas         | Destinos         |
| ------------------ | ---------------- |
| Air Canada Express | Montreal–Trudeau |
| Pascan Aviation    | Saint John (NB)  |